# Politecnico Tadeusz Kościuszko di Cracovia
Il Politecnico di Cracovia Tadeusz Kościuszko (in polacco: Politechnika Krakowska im. Tadeusza Kościuszki) è un'università pubblica situata a Cracovia, Polonia, istituita nel 1946 e, in quanto istituto di studi superiori, ha ottenuto la piena autonomia 1954.
treccia d'oro (il pubblico ne era stato avvertito nel prologo).